# Zone de protection du paysage de Bastøy
La zone de protection du paysage de Bastøy  est une réserve naturelle norvégienne qui est située dans le municipalité de Horten, dans le comté de Vestfold.

## Description
La réserve naturelle de 2,168 km2 a été créée en 1985 et se situe sur l'île de Bastøy dans l'Oslofjord, en face de Borre.
C'est une zone de conservation où il y a des formations géologiques précieuses et une flore et une faune riches. L'île a aussi une longue histoire.
Le climat, le substrat rocheux et les masses meubles de l'île constituent la base d'une flore variée. L'épicéa pousse dans les endroits avec de nombreux éléments d'arbres à feuilles caduques. Dans certaines parties de la forêt, il y a des zones avec des anémones hépatiques  Sur le côté ouest de l'île, il y a de grands tilleuls. Le gui protégé pousse sur le sorbier, le tilleul et le peuplier sauvage.
Les marais secs de Bastøy abritent de nombreuses espèces rares. L'un d'eux est la pulsatille des prés, un autre est l'ciboule vivace. Bastøy mesure 3 km de long et au maximum 1,4 km de large. C'est probablement la forêt qui a donné son nom à l'île.